# Friedrich Wilhelm Klatt
Friedrich Wilhelm Klatt (1825-1897)  foi um botânico alemão. 
Viveu a maior parte da sua vida  em Hamburgo. Foi especialista no estudo das plantas africanas.